# Kenyeri
Kenyeri è un comune dell'Ungheria di 943 abitanti (dati 2001). È situato nella contea di Vas.